# إدارة أتلانتيك
إدارة أتلانتيك هي واحدة من إدارات بنين الإثني عشر، عاصمتها أويد. تقع الإدارة في جنوب وسط بنين على طول ساحل المحيط الأطلسي، تحدها إدارتي مونو وكوفو من الغرب وزو في الشمال وأوميه من الشرق. اقتطع جزء من إدارة أتلانتيك في عام 1999 لتشكيل الإدارة الساحلية.

## الجغرافيا

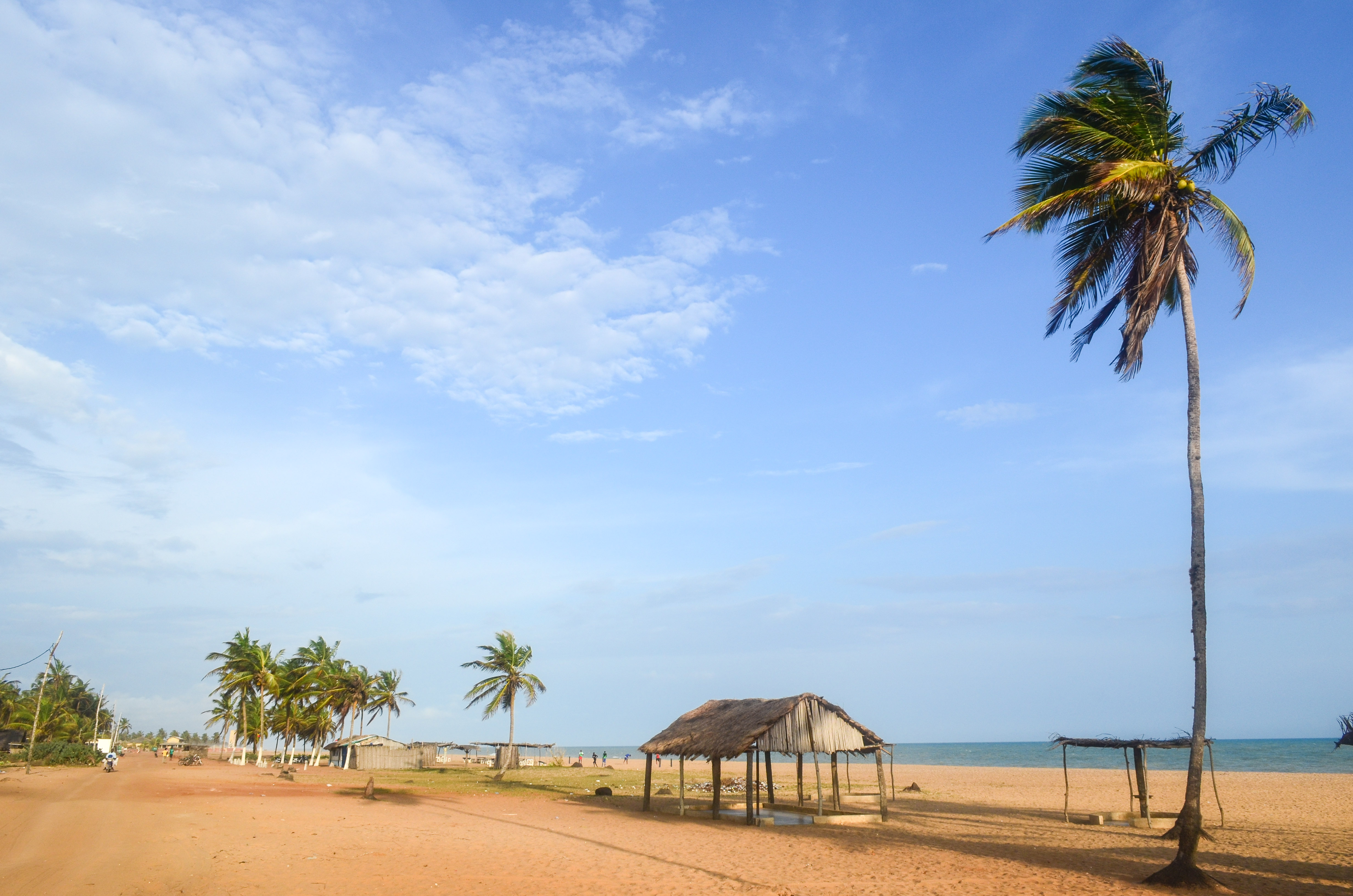
شاطئ بالقرب من عويضة، بنين

تقع إدارة أتلانتك في جنوب بنين علي ساحل المحيط الأطلسي، وتبلغ مساحتها 3233 كيلومتر مربع. تتلقى إدارة أتلانتيك يتلقى كميات قليلة من الأمطار، أغلب سطح الإدارة سهول ساحلية رملية منخفضة ومستنقعات وبحيرات، متوسط ارتفاع الإدارة هو 20 مترًا (66 قدمًا) مقارنة بمتوسط البلاد البالغ 200 متر (660 قدمًا) فوق مستوى سطح البحر.

## السكان
بلغ مجموع سكان الإدارة 1,398,229 نسمة (منهم 686,747 من الذكور و711,482 من الإناث) في تعداد 2013. نسبة الريف منهم 55.50٪ والحضر 44.50٪. بلغ عدد السكان الأجانب فيها 16,517 يمثلون 1.20٪ من مجموع السكان في الإدارة. وبلغت نسبة مشاركة الأجانب الذين تتراوح أعمارهم بين 15-64 سنة في القوى العاملة 37.30٪. وبلغ عدد الأسر في الدائرة 298,769 ومتوسط حجم الأسرة 4.7. ومعدل النمو السكاني 5.10٪.
متوسط سن الزواج لدى النساء 28.7 ومتوسط سن الإنجاب 29. وبلغت مجموع القوى العاملة في الإدارة 433,515، منهم 43.40 في المائة من النساء. وبلغت نسبة الأسر التي ليس لديها مستوى تعليمي 39.20٪ ونسبة الأسر التي أطفالها يذهبون إلى المدرسة 77.30٪.
يشكل شعب الفون غالبية السكان في القسم بنسبة 61%، يليهم اليوروبا بنسبة 10%، ثم شعب أجا بنسبة 7%. ومن المجموعات اللغوية والعرقية الأخرى أييزو وتوفين.
| التعداد الديني         | التعداد الديني         | التعداد الديني | التعداد الديني | التعداد الديني |
| ---------------------- | ---------------------- | -------------- | -------------- | -------------- |
|                        |                        |                |                |                |
| الإسلام                | الإسلام                |                | 4.4%           | 4.4%           |
| الميثودية              | الميثودية              |                | 3.3%           | 3.3%           |
| الفودو                 | الفودو                 |                | 12.1%          | 12.1%          |
| كاثوليك                | كاثوليك                |                | 39.3%          | 39.3%          |
| مسيحي تابع لكنسية أخرى | مسيحي تابع لكنسية أخرى |                | 18.5%          | 18.5%          |
| ديانات تقليدية أخرى    | ديانات تقليدية أخرى    |                | 0.8%           | 0.8%           |
| أخرى                   | أخرى                   |                | 15.1%          | 15.1%          |

## الاقتصاد
صيد الأسماك المهنة الرئيسية في المنطقة، اكتشف النفط في بحر الإدارة في 1960، بالإضافة إلى وجود احتياطات من التيتانيوم وخام الحديد وإلمينيت والكروميت.

## التقسيم الإداري

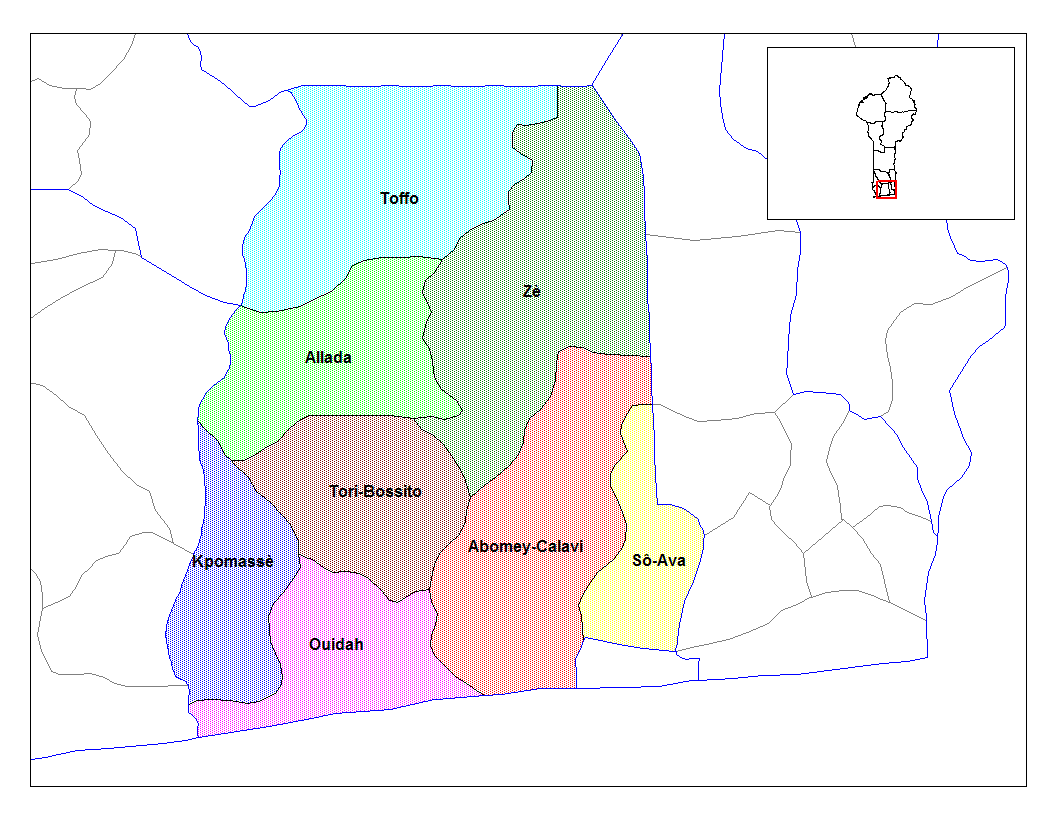
كوميونات أتلانتيك

تنقسم أتلانتيك إلى ثماني كوميونات، تتألف الإدارة من ثمانية بلديات كل واحدة حول إحدى المدن الكبرى: أبومي كالافي وألادا وكبوماسي وأويد وسو آفا وتوفو وتوري بوسيتو وزي. أجريت الانتخابات الأخيرة لمجالس الإدارات في مايو 2020، أثناء جائحة فيروس كورونا.